# Область Фату — Бибербаха
Область Фату — Бибербаха — собственная подобласть {\displaystyle \mathbb {C} ^{n}}, биголоморфно эквивалентная {\displaystyle \mathbb {C} ^{n}}. Открытое множество {\displaystyle \Omega \subsetneq \mathbb {C} ^{n}} называется областью Фату — Бибербаха, если существует биективная голоморфная функция {\displaystyle f:\Omega \rightarrow \mathbb {C} ^{n}} чья обратная функция {\displaystyle f^{-1}:\mathbb {C} ^{n}\rightarrow \Omega } голоморфна. Как известно, обратная функция {\displaystyle f^{-1}} не может быть полиномом.
Как следует из теоремы Римана об отображении, в случае {\displaystyle n=1} области Фату — Бибербаха не существует. Пьер Фату и Людвиг Бибербах впервые исследовали такие области для бо́льших размерностей в 1920-х годах. С 1980-х годов области Фату — Бибербаха снова стали предметом математических исследований.